# Maja Kildemoes
Maja Ring Kildemoes (født 15. august 1996) er en dansk fodboldspiller, som spiller for den danske ligaklub Brøndby IF og tidligere Danmarks kvindefodboldlandshold. Hun har tidligere spillet for svenske Linköpings FC og Odense i Elitedivisionen.
Hun valgte i slutningen af 2018, at stoppe sin karriere for at rejse jorden rundet. Hun er pr. 2020, på kontrakt med den danske topklub Brøndby IF.

## International karriere
Kildemoes fik sin debut for Danmarks A-landshold for kvinder i september 2015, en 2–0 sejr over Romænien i Mogoșoaia. Hun blev skiftet ind for  Janni Arnth Jensen efter 69 minutter og scorede Danmarks første mål i kampen to minutter senere.

### Internationale mål
Danmarks scoringer og  resulterer ses først.
| #  | Dato               | Stadion             | Modstander | Scoring | Resultat | Turnering    |
| -- | ------------------ | ------------------- | ---------- | ------- | -------- | ------------ |
| 1. | 17. september 2015 | Mogoșoaia, Rumænien | Rumænien   | 1–0     | 2–0      | Venskabskamp |

## Meritter

### Klub
Vinder
- Damallsvenskan: 2017[2]